# クバラン族
クバラン族（クバランぞく、クヴァラン族、カバラン族、Kavalan、噶瑪蘭族）は、台湾原住民の一つ。宜蘭県宜蘭市、羅東鎮、蘇澳鎮および花蓮県花蓮市、豊浜郷、台東県長浜郷などに分布している。人口は約3,000人。元来は宜蘭県の蘭陽平原一帯に居住していたが、漢人との同化が進んだものは宜蘭県でホーロー人となり、同化を拒んで南に移動したものが花蓮県豊浜郷新社村などで独自の言語（クバラン語）と習俗を保っている。中華民国では先住民族とされている。
クバラン族は漢化したとみなされ、長年、平埔族の一つとして数えられてきたが、1980年代からの運動の結果、2002年に11番目の原住民族として政府に認定された。
なお、クバラン（カバラン）とは、もともと宜蘭平原を指す言葉で、この地で醸造され、近年世界的に有名になっているカバラン・ウイスキーは、クバラン族にちなんで命名された。

## 歴史
伝説上（口碑）では、台湾以外の南方の島から渡って来たとされ、森口恒一の『クヴァラン族、その現在と歴史 -台湾の一漁村（新社）の調査より-』（『季刊 人類学 8-2 1977』講談社 pp.184 - 207に所収）の考察によれば、南方の島Sinasai→紅頭嶼→火焼島→立霧渓→宜蘭平原に続くとしている（同書 p.204）。

### 蛤仔難三十六社
クバラン族は古くは「蛤仔難三十六社」と称されていた（実際には70以上の社が存在した）。当初は蘭陽渓を境界とし、北側を「西勢番」、南側は「東勢番」と称していた。当時の主要な集落としては打馬煙社、抵美簡社、奇立丹社、抵美福社、流流社、武暖社、歪仔歪社、新仔羅罕社、利沢簡社、加礼宛社、奇武荖社などが清朝の記録に残っている。
クバラン族が史書に最初に登場するのは1632年、当時淡水を占拠していたスペイン人による1隻の商船が暴風雨に拠り「蛤仔難」平原に漂着したという記録である。具体的な記録は1650年にオランダ人により記録された39社の人口統計資料が残されている。

### 花蓮平原への移動
1768年、林漢生は漢人として初めてクバラン族居住地に入るが原住民により殺害された。しかしこれを契機に漢人の進出が始まり、漢人との同化を拒んだクバラン族の一部は南遷を余儀なくされ、花蓮平原北部に移住するようになった。

### 加礼宛事件
1878年、クバラン族とサキザヤ族が共同で清国の統治に反抗し、清国軍によって虐殺された事件。

## 文化
宜蘭平原時代から水田と牛による耕作が行われるようになるが、漁業も重要であり、山や丘で焼畑耕作をするアミ族が山間部と海の中間に分布するのに対し、クバラン族は海沿いを拠点とする海洋部族であった（『季刊 人類学 8-2 1977』 京都大学人類学研究会 講談社 p.199）。
また宜蘭時代の口承では、グバランは自らを、ずる賢く、馬鹿であると評しているが（前述書 p.200）、花蓮時代以降となると、アミ族と比較するようになった結果、自分達よりアミ族の方が精神的に下と捉えるようになり（同書）、『蓑笠の口碑』に「雨の時に使う蓑笠を用いてクバランは踊るほど馬鹿であるが、それ以上に馬鹿な部族がいる。それがアミ族なのである。というのは、この馬鹿なクバランでさえ、水田をつくり、牛を使って耕作をすることを知っているのに、まだ焼畑耕作をやっているからである」と精神面での優位性がみられるが、自らを馬鹿と評するところに特徴がある。

## 宜蘭の語源
台湾の宜蘭地区は古くは「クバラン（Kavalan）」族の名称を台湾語音訳した噶瑪蘭、蛤仔難或いは甲子難と呼ばれた。「Kavalan」とは「平原の人」を意味し、山岳部に居住したタロコ族と区別するための呼称であったと考えられる。スペイン人が台湾北部を占拠すると宜蘭地区には「噶瑪蘭省」（Cabarán）が設置された。清代になると「諸羅県」（現在の嘉義）の管轄となり、1723年に新たに設置された「彰化県」に、1730年には「淡水庁」に移管された。これらの期間中、清朝は宜蘭地区を管轄していたが、それは名義的なものであり実質的な行政権が及ばない範囲であった。そのため宜蘭地区は海賊（実質的には独立した海上貿易商人）の本拠地となっていた。その後数度の行政組織の改編が行われ、1810年には「噶瑪蘭庁」が設置された。1875年に県が設置される際、噶瑪蘭の「蘭」に雅字の「宜」を組み合わせ「宜蘭県」の名称が誕生した。これより行政名称からは「噶瑪蘭」が消滅し、以降「宜蘭」が当該地区を表す名称として使用されることとなった。